# Mina de la Caramella
La Mina de la Caramella és una obra de Roquetes (Baix Ebre) inclosa a l'Inventari del Patrimoni Arquitectònic de Catalunya.

## Descripció
La Mina de la Caramella està situada a uns 150 metres en direcció Sud (200 graus) de la Casa de Carvallo, al final de la pista. Travessant el torrent agafem el camí que va cap a la Selleta, en una de les corbes trobarem restes de mineral (hematites, òxid de ferro), i en una altra corba més amunt tornarem trobar restes d'òxid de ferro (escombrera). En aquest punt ens endinsem dins el matissar per trobar una trinxera que condueix a la boca de la mina de considerables dimensions.Aquesta sembla estructurada damunt d'una falla (mirall de falla). Baixem per un fort pendent de 8 metres. de fondària agafats d'una arrel de figuera fins a arribar al fons on la galeria s'aplana. En la galeria d'uns 25 metres. de recorregut hi trobem amuntegaments laterals de pedra en feixa, senyals de barrenatge fruit del treball d'explotació, així com restes de mineral.
Al exterior hi podem trobar restes d'una barraca de planta rectangular, molt possiblement relacionada amb l'explotació minera. També es pot trobar a pocs metres i amagada entre la matissa una altra boca de mina de pocs metres.